# Bách Gia Chư Tử
Bách Gia Chư Tử (諸子百家; Bính âm: zhū zǐ bǎi jiā) là những triết lý và tư tưởng ở Trung Hoa cổ đại nở rộ vào giai đoạn từ thế kỷ thứ 6 đến năm 221 TCN trong thời kỳ Xuân Thu và Chiến Quốc.
Đây là thời kỳ hoàng kim của triết học Trung Quốc vì rất nhiều hệ thống triết lý và tư tưởng được phát triển và bàn luận một cách tự do. Hiện tượng này được gọi là trăm nhà tranh tiếng (百家爭鳴/百家争鸣 "bách gia tranh minh"; Bính âm: bǎijiā zhēngmíng). Nhiều hệ thống triết lý và tư tưởng Trung Quốc ở thời kỳ này đã có ảnh hưởng sâu rộng tới cách sống và ý thức xã hội của người dân các nước Đông Á cho đến tận ngày nay. Xã hội trí thức thời kỳ này có đặc trưng ở sự lưu động của những người trí thức, họ thường được nhiều nhà cai trị ở nhiều tiểu quốc mời làm cố vấn về các vấn đề của chính phủ, chiến tranh, và ngoại giao.
Thời kỳ này kết thúc bởi sự nổi lên của nhà Tần và sự đàn áp các tư tưởng khác biệt sau đó.

## Tổng quan
Vào những năm cuối thời nhà Chu, từ cuối thời Xuân Thu tới khi Trung Hoa được nhà Tần thống nhất, hệ thống tư tưởng ở Trung Hoa bước vào giai đoạn nở rộ nhất. Gương mặt quan trọng nhất trong thời kỳ này chính là Khổng Tử, người sáng lập Nho giáo. Ông đã lập ra một triết lý đạo đức chặt chẽ không sa đà vào những suy luận siêu hình. Mục đích của ông là cải tổ triều đình, nhờ thế có thể chăm sóc dân chúng tốt hơn.
Một nhà triết học khác là Lão Tử, cũng tìm cách cải cách chính quyền, nhưng triết học của ông ít có tính ứng dụng hơn. Ông được cho là người sáng lập Đạo giáo, với giáo lý căn bản là tuân theo Đạo. Trong khi Khổng giáo chủ trương tuân theo đạo trời bằng cách phải sống tích cực nhưng có đức, Đạo giáo khuyên không nên can thiệp và phấn đấu. Người thứ hai góp phần phát triển Đạo giáo chính là Trang Tử. Ông cũng dạy một triết lý gần tương tự. Tuy nhiên, cả hai không tin rằng Đạo có thể giải thích được bằng lời, vì vậy sách của họ mâu thuẫn và thường rất khó hiểu.
Trường phái lớn thứ ba là Mặc Tử, người cũng tìm cách cải cách triều đình để đảm bảo đời sống cho người dân. Tuy nhiên, ông tin rằng nguyên nhân căn bản của mọi tai họa và khốn cùng của con người là do yêu người này mà ghét người kia, và vì vậy ông giảng giải thuyết kiêm ái: Thông thường, người ta với những người có quan hệ gần gũi ta đối xử với họ khác hơn so với một người hoàn toàn xa lạ. Mặc Tử tin rằng chúng ta phải đối xử với tất cả mọi người như đối với người thân nhất của chúng ta vậy. Nếu tất cả chúng ta đều làm như thế, những thứ như chiến tranh và đói nghèo sẽ biến mất.
Một trường phái lớn khác là Pháp gia. Xuất phát từ một nhánh của Khổng giáo, Pháp gia tin rằng con người vốn bản tính ác và chỉ vị kỷ. Kiểu triều đình tốt nhất và đóng góp nhiều nhất cho phúc lợi nhân dân sẽ là một triều đình kiểm soát chặt chẽ các bản năng của con người. Triều đình này sẽ cai trị bằng những pháp luật cứng rắn và chặt chẽ; sự trừng phạt sẽ nghiêm khắc và nhanh chóng. Lòng tin vào việc cai trị bằng pháp luật là lý do tại sao họ được gọi là Pháp gia.

## Các trường phái tư tưởng

### Nho gia

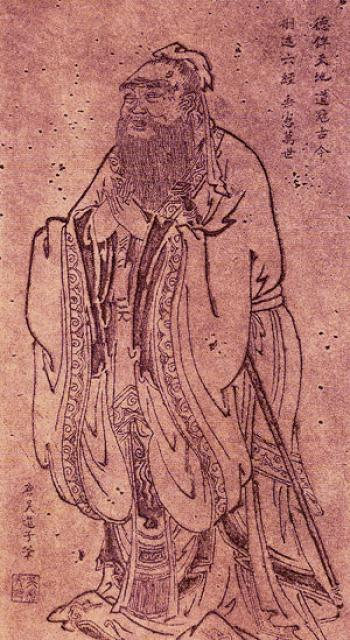
Khổng Tử, người sáng lập Khổng giáo, có ảnh hưởng rất lớn tới hệ tư tưởng của Trung Quốc và Đông Á.

Nho gia, Nho giáo (hay còn gọi là Khổng giáo) là hệ thống tư tưởng có ảnh hưởng lớn nhất tới đời sống Trung Quốc. Nó cũng được coi là một Trường phái của các học giả, những bản ghi chép kế thừa của nó nằm trong những cuốn sách kinh điển Khổng giáo, sau này nó trở thành nền tảng của xã hội truyền thống. Khổng Tử (551–479 TCN), coi giai đoạn đầu của nhà Chu là một trật tự chính trị - xã hội lý tưởng. Ông tin rằng hệ thống chính phủ muốn có hiệu quả thì "Vua phải ra vua và tôi phải ra tôi". Hơn nữa, ông cho rằng một vị vua phải có đạo đức để có thể cai trị một cách đúng đắn. Đối với Khổng Tử, các chức năng của chính phủ và tầng lớp xã hội là những sự thực của cuộc sống cần phải được duy trì bởi những giá trị đạo đức; vì thế con người lý tưởng của ông là quân tử (hay con của vị vua cai trị), nó thường được dịch thành "người quý phái" trong tiếng Anh.
Mạnh Tử (371–289 TCN), là người kế thừa tư tưởng của Khổng Tử, có những đóng góp quan trọng vào việc truyền bá chủ nghĩa nhân đạo trong trường phái Nho gia. Ông tin rằng, theo lẽ tự nhiên, bản tính con người là thiện. Ông cho rằng một vị vua không thể cai trị nếu không có sự đồng ý của người dân, và rằng sự trừng phạt dành cho sự cai trị không được lòng dân và bạo ngược chính là để mất "thiên mệnh".
Tác động của những tư tưởng của Khổng Tử, luật lệ và giải thích một hệ thống các mối quan hệ dựa trên thói quen đạo đức, cùng với Mạnh Tử, sự tổng hợp và sự phát triển tư tưởng ứng dụng của Khổng Tử, đã mang lại cho xã hội Trung Quốc truyền thống một khung sườn toàn diện từ đó xếp đặt hầu như tất cả các mặt của cuộc sống.
Đã có những phát triển thêm vào tư tưởng Khổng giáo, ở ngay thời điểm đó và trong quá trình hàng nghìn năm sau cả của những người bên trong và bên ngoài Khổng giáo. Những sự giải thích được sửa đổi để thích ứng với xã hội cho phép một số sự mềm dẻo bên trong Khổng giáo, trong khi hệ thống ứng xử khuôn phép nền tảng của nó từ những thời xa xưa vẫn là phần chính trị cơ bản của Khổng giáo.
Ví dụ, hoàn toàn đối lập với Mạnh Tử là sự giải thích của Tuân Tử (kh. 300–237 TCN), một học giả Khổng giáo khác về sau này. Tuân Tử chủ trương rằng con người bẩm sinh là ích kỷ và xấu xa (tính ác); ông cho rằng tính thiện chỉ có được thông qua giáo dục và hành động phù hợp với hoàn cảnh của mỗi người. Ông cũng cho rằng hình thức chính phủ tuyệt vời nhất là dựa trên sự kiểm soát độc đoán, và rằng đạo đức là không liên quan tới việc cai trị một cách hiệu quả.

### Pháp gia
Những chủ trương cai trị không dựa trên tình cảm và theo cách độc đoán của Tuân Tử. Ông đã được phát triển thành một học thuyết là hiện thân của Trường phái pháp luật Pháp gia.
Học thuyết này được Thương Ưởng (ch. 338 TCN), Hàn Phi Tử (ch. 233 TCN) và Lý Tư (ch. 208 TCN) thành lập, họ cho rằng bản tính con người là ích kỷ và không thể sửa đổi được; vì thế, cách duy nhất để giữ trật tự xã hội là áp đặt kỷ luật từ bên trên, và tăng cường pháp luật một cách chặt chẽ. Phái pháp gia đề cao nhà nước trên mọi thứ khác, coi sự thịnh vượng và quyền lực quân sự của nhà nước quan trọng hơn hạnh phúc của người dân.
Pháp gia đã có ảnh hưởng lớn tới những căn bản triết học cho các hình thức chính phủ đế quốc. Trong thời nhà Hán, những yếu tố thiết thực nhất của Khổng giáo và Pháp gia đã được sử dụng để tạo nên một hình thái tổng hợp, mang tới sự sáng tạo một hình thái mới của chính phủ tồn tại mãi tới cuối thế kỷ 19.

### Đạo gia

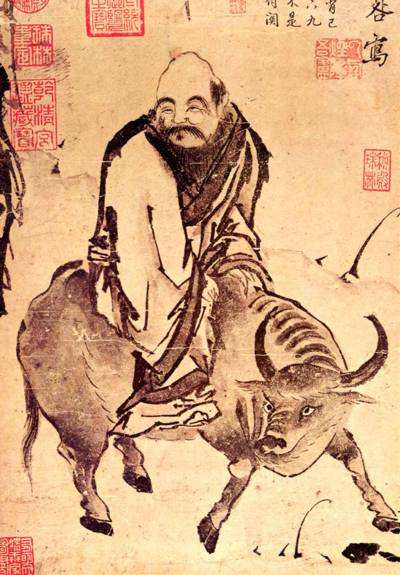
Lão Tử.

Thời nhà Chu là một giai đoạn chứng kiến sự phát triển của Đạo giáo luồng tư tưởng có ảnh hưởng lớn thứ hai ở Trung Quốc. Những hệ thống của nó thường được cho là của Lão Tử, người được cho là ra đời trước Khổng Tử, và Trang Tử (369–286 TCN). Mục đích của Đạo giáo là cá nhân bên trong tự nhiên chứ không phải là cá nhân ở trong xã hội; theo Đạo giáo, mục đích cuộc sống đối với mỗi người là tìm cách điều chỉnh mình và hòa nhập với nhịp điệu của tự nhiên (và thế giới siêu nhiên), để theo đúng (Đạo) của vũ trụ, để sống hài hoà. Nó đối lập về nhiều mặt với chủ nghĩa đạo đức cứng nhắc của Khổng giáo. Đạo giáo đối với nhiều tín đồ là một cách bổ sung vào cuộc sống hàng ngày. Một học giả khi là một vị quan phải theo những lời răn dạy của Khổng giáo, nhưng những lúc thư nhàn hay khi đã về hưu thì có thể tìm kiếm sự hòa hợp với thiên nhiên như một người Đạo giáo ẩn dật.

### Âm Dương gia
Một khuynh hướng tư tưởng khác thời Chiến Quốc là Trường phái Âm - Dương và Ngũ hành. Là một nhánh được tách ra từ Đạo gia (khoảng 500 năm sau khi Đạo gia hình thành). Những học thuyết đó cố gắng giải thích vũ trụ theo những thuật ngữ của những lực lượng căn bản trong tự nhiên: những tác nhân của âm (tối, lạnh, phụ nữ, phủ định) và dương (ánh sáng, nóng, đàn ông, khẳng định) và Ngũ hành (nước, lửa, gỗ, kim loại, và đất). Khi mới xuất hiện, các học thuyết này được phát triển ở nước Yên và Tề. Về sau, những học thuyết nhận thức luận này chiếm một phần đáng kể trong cả triết học và đức tin của dân chúng.

### Mặc gia
Mặc gia được thành lập theo học thuyết của Mặc Tử (470 – kh.391 TCN). Mặc dù trường phái này chỉ tồn tại trước thời nhà Tần, Mặc học vẫn được coi là một phe đối lập chính với Khổng giáo trong giai đoạn Bách gia chư tử. Triết học của nó dựa trên ý tưởng kiêm ái: Mặc Tử tin rằng "tất cả mọi người đều bình đẳng trước thượng đế", và rằng con người phải học theo trời bằng cách thực hiện thuyết kiêm ái (yêu quý mọi người như nhau). Nhận thức luận của ông có thể được coi là những căn bản đầu tiên của chủ nghĩa kinh nghiệm; ông tin rằng nhận thức của chúng ta phải dựa trên năng lực tri giác – những kinh nghiệm giác quan của chúng ta, như nhìn và nghe – chứ không phải tưởng tượng và logíc nội tại, là những yếu tố tạo nên khả năng trừu tượng của chúng ta.
Mặc Tử biện hộ cho tính thanh đạm, lên án sự nhấn mạnh của Khổng giáo đối với đạo đức và nhạc, mà ông coi là phung phí. Ông coi chiến tranh là vô ích và ủng hộ hòa bình. Việc hoàn thành các mục tiêu xã hội, theo Mặc tử, là cần phải thống nhất tư tưởng và hành động. Triết lý chính trị của ông ủng hộ một chính thể quân chủ giống với sự cai trị của thần thánh: dân chúng phải luôn luôn vâng lời những người lãnh đạo, và những người lãnh đạo phải luôn theo ý nguyện của trời. Mặc học có thể có những yếu tố của chế độ nhân tài: Mặc Tử cho rằng những nhà cai trị phải chỉ định ra những quan chức theo phẩm hạnh và khả năng chứ không phải vì những mối quan hệ gia đình của họ. Mặc dù lòng tin của dân chúng vào Mặc gia đã giảm sút từ cuối thời Tần, những quan điểm của nó vẫn còn để lại dấu ấn trong tư tưởng Pháp gia.

### Danh gia
Danh gia là một trường phái phát sinh từ Mặc Gia, với một triết lý được cho rằng tương tự với triết lý của người Hy Lạp cổ đại là những nhà ngụy biện hay biện chứng. Nổi tiếng nhất trong Danh Gia là Công Tôn Long.

### Binh gia
Binh gia là trường phái của các nhà quân sự: tướng lĩnh và nhà tư tưởng quân sự. Binh gia có các đại diện: Tôn Vũ, người nước Ngô (còn gọi là Tôn Tử) với tác phẩm Tôn Tử binh pháp; Điền Nhương Thư, người nước Tề (còn gọi là Tư Mã Điền Nhương Thư), tác phẩm: Tư Mã pháp; Ngô Khởi, người nước Lỗ, với cuốn Ngô Tử binh pháp, người đời sau so sánh ông với Tôn Tử, trở thành đại diện cho Binh gia, cho nên có câu "Binh pháp Tôn Ngô"... Những tác phẩm của họ đã gây ảnh hưởng lớn tới các Binh gia đời sau như: Tôn Tẫn (nước Tề), Bàng Quyên (nước Ngụy), Uý Liêu (nước Tần),...
Trong thời loạn lạc, Pháp gia và Tung Hoành gia có giá trị thực dụng. Nho gia nói "nhân nghĩa", Mặc gia bảo "kiêm ái" thì chưa được công nhận rộng rãi. Còn Đạo gia nói "vô vi" rất siêu thường là một cảnh giới rất cao
dùng để tu luyện giống như Phật giáo chỉ là hai môn phái Phật Đạo khác nhau mà thôi.
Như vậy, các tư tưởng trên nói chung đều có mục đích khiến xã tắc yên ổn, thiên hạ thái bình để quốc gia phát triển phồn vinh. Nhưng cách thức thì khác nhau: Nho gia lấy nhân nghĩa làm gốc giúp con người hướng thiện, Pháp gia dùng hình phạt để răn đe làm người ta sợ hãi mà không dám làm loạn.